# Annemarie Kremer
Annemarie Kremer (Emmer Compascuum, 2 juni 1974) is een Nederlandse sopraan.
Kremer kreeg vanaf haar tiende piano- en dansles. Op haar achttiende ging zij naar het Conservatorium Maastricht, waar zij studeerde bij de zangpedagoges Mya Besselink en Gemma Visser. Later volgde zij zanglessen bij de tenor Carlo Bergonzi en bij de sopraan Cristina Deutekom.
Na afronding van haar conservatoriumstudie debuteerde zij in het Akense Stadttheater als Ilia in Mozarts Idomeneo. Spoedig volgden uitnodigingen van diverse vooraanstaande Europese operahuizen, onder andere voor rollen als Gilda in Verdi’s Rigoletto, als Donna Elvira in Mozart’s Don Giovanni en Mary in Bernstein’s West Side Story.
Dankzij het brede bereik van haar stem heeft Kremer zich een gevarieerd repertoire van vermaarde titelrollen eigen gemaakt.
Uitgebreide internationale erkenning verwierf zij  na haar debuut in 2007 in de VS met de rol van Cio-Cio-San in Puccini’s Madama Butterfly. In deze titelrol maakte zij in het najaar van 2015 met de Nederlandse Reisopera een succesvolle tournee in eigen land.